# Enrique Viola
Enrique Pedro Viola, (Tandil, 11 de julio de 1922-ib., 10 de mayo de 2015), militar argentino de la Fuerza Aérea, gobernador de facto de la provincia de San Luis desde el 22 de julio y el 6 de agosto de 1970.

## Biografía
Enrique Viola nació en la ciudad bonaerense de Tandil, perteneciente a una familia tradicional de clase alta. Comenzó su carrera militar ingresando como cadete en la Escuela de Aviación Militar, egresando como oficial de la promoción 12.º. Se desempeñó en distintas tareas en la Argentina y en el exterior.
Fue parte del núcleo de las fuerzas armadas opositoras al gobierno, quienes planeaban derrocar al general Juan Domingo Perón. El golpe militar se efectivizó con el nombre de Revolución Libertadora, entre el 16 y el 23 de septiembre de 1955, día este último en que el jefe de la insurrección juró con el título de «presidente», a la vez que disolvió el Congreso. Años más tarde fue nuevamente partícipe de un nuevo golpe militar para derrocar al presidente Arturo Illia, quienes a nivel nacional se designa presidente a Juan Carlos Onganía, quien no manejaba nada de política, ni siquiera quienes lo acompañaban en el gobierno, ya que se trataba más bien de gente relacionada con empresas, de tendencia nacionalista y conservadora. La Junta militar gobernante envían al interventor Eduardo Federik para asumir la gobernación de la provincia de San Luis derrocando al gobernador Santiago Besso, para instaurar el nuevo régimen, esta vez no solo proscribiendo al peronismo sino también eliminando toda idea de política, como así también a quienes la sostengan. Al poco tiempo designan a un gobernador civil pero que respondía al gobierno militar para disfrazar la situación,se designó al Ingeniero Luis Garzo, hasta el 17 de enero de 1967, nombrando a un nuevo gobernador propietario y militar puntano, el Coronel (R) Matías Laborda Ibarra, quien terminado su mandato, la junta militar designó el 22 de julio de 1970 al Brigadier Viola como nuevo gobernador de San Luis hasta que el gobierno de facto designe nuevo gobernador.

## Gobierno
Viola, continuo con el modelo de gobierno de su antecesor, pero desconocía las verdaderas necesidades del pueblo de San Luis, ya que no era de la provincia ni tampoco la conocía, hasta que llegó, mediante la orden del gobierno de facto del presidente puntano, el General Roberto Levingston. Su corta gestión trató de repeler las huelgas sociales en oposición a la política de Levington. El peronismo comienza a tomar fuerzas. Perón, a pesar de estar exiliado en Madrid, impartió órdenes para una alianza política conocida como "La Hora del Pueblo". Viola es relevado por la junta militar por Juan Gregorio Vivas.